# Sara Mortensen
Sara Mortensen (Parijs, 10 december 1979) is een Frans-Noorse actrice.

## Biografie
Sara Mortensen werd in 1979 geboren in Parijs als de dochter van een beeldend kunstenaar en Elisabeth Mortensen, actrice, docente en theaterregisseur. Ze spreekt Frans, Noors en Engels.
Ze ging naar de École internationale bilingue en volgde vervolgens een jaar opleiding hypokhâgne en behaalde een masterdiploma in geschiedenis. Van 2001 tot 2004 volgde ze de Cours Florent en regisseerde ze een korte film Facteur Chance.

### Carrière
Mortensen speelt in het theater, op televisie en in films. Ze staat bekend om haar rol van Coralie Blain van 2012 tot 2019 in de televisieserie Plus belle la vie en sinds 2019 die van Astrid Nielsen, een  documentatie-expert in criminologie die autisme heeft, in de detectiveserie Astrid et Raphaëlle. Ook nam ze in 2019 en 2021 deel aan de verzameling detectivetelevisiefilms Les Mystères de... in de terugkerende rol van Kapitein Emma Thélier, en speelt ze samen met Gil Alma in de dramatische miniserie L'Abîme in 2023.

### Privéleven
Mortensen is de metgezel van Bruce Tessore, die ze ontmoette tijdens de opnames van de serie Plus belle la vie. Ze heeft een zoon uit een eerdere relatie.

## Filmografie

### Films
- 2021: Déflagration - als Camille
- 2018: Pupille
- 2017: La Deuxième Étoile - als Brigitte
- 2017: Honni soit qui mal y pense (kortfilm) - als de vierde vrouw
- 2016: L'Idéal
- 2016: Il a déjà tes yeux - als Kristina
- 2016: Et pourquoi pas ? (kortfilm) - als Virginie
- 2015: Vicky - als Pauline
- 2015: Good Luck Algeria - als financieel directeur
- 2014: Les Trois Frères : Le Retour
- 2012: 30° Couleur
- 2008: Un homme et son chien
- 2008: 15 ans et demi - als Barbara

### Televisieseries
- 2023: Cannes police criminelle (afl. 1) - als Delphine Devilly
- 2023: L'Abîme - als Elsa Lacaze
- 2022: Tropiques criminels (seizoen 3, afl. 3) - als Sandra Gauthier
- 2021: Crimes parfaits (seizoen 3, afl. 11) - als Solène Guillou
- 2020: L'Art du crime (seizoen 4, afl. 2) - als Estelle Domani
- 2020: Il a déjà tes yeux - als Kristina
- 2019-2024: Astrid et Raphaëlle - als Astrid Nielsen
- 2019: Cassandre (seizoen 3, afl. 3) - als Chloé Vannier
- 2017: On va s'aimer un peu, beaucoup... (seizoen 1, afl. 8) - als Kim Rufo
- 2017: Nina (seizoen 3, afl. 9) - als Clara
- 2017: Contact - als Louise Martel
- 2016: Chefs - als Cindy
- 2015: Joséphine, ange gardien (seizoen 16, afl. 4) - als Amélie Spontini
- 2013: VDM, la série (3 afleveringen)
- 2012-2019: Plus belle la vie - als Coralie Blain
- 2012: Duo - als Valérie Marauni
- 2011: Le Jour où tout a basculé (seizoen 1, afl. 56) - als Maud
- 2011: Victor Sauvage (seizoen 1, afl. 3) - als Isabelle
- 2009: Palizzi (seizoen 2, afl. 42)
- 2009: Femmes de loi (seizoen 9, afl. 6) - als Helle
- 2009: La vie est à nous - als Elsa
- 2008: Engrenages (seizoen 2, afl. 2) - als Marina Soltes
- 2007: Paris, enquêtes criminelles (seizoen 1, afl. 7)

### Televisiefilms
- 2023: Meurtres à Baye - als Clara Leprince
- 2022: Le Saut du diable 2 : le Sentier des loups - als Gabrielle Martinot
- 2021: Les Mystères de l'école de gendarmerie - als Emma Thélier
- 2019: Les Mystères du Bois Galant - als Emma Thélier
- 2018: Les Mystères de la basilique - als Émilie
- 2013: Le Déclin de l'empire masculin - als Armelle
- 2011: Ni vu, ni connu - als Martine
- 2010: 4 garçons dans la nuit - als Hélène Caron